# Diogo Valente
Diogo Jorge Moreno Valente (Aveiro, 23 de Setembro de 1984) é um futebolista português, que joga habitualmente do lado esquerdo, a  médio ou no ataque.
Depois de algumas épocas a jogar em vários clubes do primeiro escalão do futebol português por empréstimo do Futebol Clube do Porto, no início da época 2009/2010 assinou por três temporadas pelo Sporting Clube de Braga.
No início da época 2010/2011 foi cedido a título de empréstimo pelo Sporting Clube de Braga à Associação Académica de Coimbra – Organismo Autónomo de Futebol..

Títulos:
- Campeonato Português 2006
- Taça de Portugal : 2012